# Хэйхати Мисима
Хэйхати Мисима (яп. 三島 平八) — один из главных персонажей вселенной Tekken. Он является одним из четырёх персонажей (как и Пол Феникс, Нина Уильямс и Ёсимицу), которые появлялись во всех играх серии. Кроме того, Хэйхати является финальным боссом в Tekken и Tekken 4. Также, как и Ёсимицу, Хэйхати появляется в серии игр Soul, а именно, в качестве гостя, в игре SoulCalibur II для консоли PlayStation 2.

## Появления в играх

### Серия Tekken
Хэйхати является сыном Дзимпати Мисимы, отцом Кадзуи Мисимы, Ларса Александерссона и Рейны, свёкром Дзюн Кадзамы, приёмным отцом Ли Чаолана, и дедом Дзина Кадзамы. Его боевой стиль — «каратэ стиля Мисима». Хэйхати является основателем турнира «Короля Железного Кулака» и группы Tekken Force. Однако во втором, пятом и шестом турнирах он принимает участие в качестве рядового участника, а не организатора (организаторами были Кадзуя, Дзимпати, и Дзин соответственно).
Хэйхати более известен как единственный сын Дзимпати Мисимы, известного мастера боевых искусств, который основал компанию Мисима Дзайбацу. За десять лет до событий первой части Tekken, Хэйхати сверг своего отца и захватил контроль над Мисима Дзайбацу, поскольку он стремился управлять ею, как промышленной компанией. Когда Дзимпати пытался отомстить, Хэйхати быстро захватил и посадил его в тюрьму под храмом Хонмару и оставил умирать отца с голоду.
Позже, в попытке устранить «слабость» своего 5-летнего сына Кадзуи, которого воспитал Дзимпати, Хэйхати сбросил Кадзую вниз в глубокий оврага, утверждая, что если он действительно его сын, он сможет пережить падение и подняться обратно вверх. Для дальнейшей мотивации Кадзуи, Хэйхати усыновляет китайского сироту Ли и воспитывает его как соперника для его истинного сына. После того как Кадзуя выбрался из оврага, он выехал за границу, долго тренировался и стал непобедимым чемпионом, 52-летний Хэйхати объявил турнир «Король Железного Кулака» для того, чтобы проверить его силы. Кадзуя выиграл турнир, сбросил Хэйхати с той же скалы и взял под свой контроль Мисима Дзайбацу. Хэйхати пережил падение в овраг, отправился долго и упорно тренироваться и медитировать, а затем вернулся два года спустя во втором турнире, чтобы победить своего сына. После победы над Кадзуей, Хэйхати сбросил его тело в вулкан, чтобы убить его.
Вернув власть над Мисима Дзайбацу, Хэйхати формирует Tekken Force, элитную армию, для тайных военных операций, чтобы якобы привести к миру во всем мире. Пятнадцать лет спустя, во время экспедиции Tekken Force в Ацтецкий храм, находящейся где-то в Мексике, на них нападает таинственное существо. Хэйхати узнаёт, что отряд был уничтожен таинственным существом под именем «Огр». Понимая, что у Огра бессмертная кровь, Хэйхати стремится получить его кровь для того, чтобы создать «высшую форму жизни». Позже он узнает, что по всему миру таинственным образом пропадают мастера боевых искусств, он догадывается, что это дело рук Огра. Хэйхати также встретил подростка по имени Дзин Кадзама, который утверждал, что он его внук и попросил Хэйхати обучить его для мести Огру, на что он согласился. Затем через четыре года, Хэйхати объявил турнир «Короля Железного Кулака 3», чтобы заманить Огра в ловушку, так как считал, что привлечёт большое количество сильных воинов. По завершении турнира, Хэйхати предал Дзина, выстрелив ему в голову после победы над Огром. Тем не менее, Дзин превращается в дьявола и нокаутировал Хэйхати, прежде чем он обратился в бегство.
После этого, Хэйхати собрал останки Огра и попытался объединить свою ДНК с ДНК Огра, но обнаружил, что ему потребуется ген дьявола в качестве катализатора. Данный ген есть у его сына и Дзина. После безрезультатных поисков Дзина, Хэйхати узнал, что Кадзуя был воскрешен Корпорацией G, конкурирующей с Мисимой Дзайбацу. Он отправил группу Tekken Force в лаборатории Корпорации G для похищения Кадзуи, однако ему удаётся сбежать, при этом победив всю военную мощь. Чтобы заманить его в ловушку, Хэйхати провел четвёртый турнир «Короля Железного Кулака». Победитель турнира получает большой денежный приз, а также место главы Мисима Дзайбатсу. После этого, Tekken Force захватили Дзина по его прибытии на турнир, Кадзуя победил Хэйхати, и тот доставил его в Хонмару. Тем не менее, оба потерпели поражение в схватке с Дзином, который хотел убить Хэйхати за предательство, однако он пощадил его в память о своей матери Дзюн Кадзамы, и превратившись в дьявола, улетел.
Сразу после ухода Дзина, армия роботов «Джек-4», построенных и отправленых Корпорацией G для нападения Хонмару. После жёсткой битвы Хэйхати и Кадзуи с роботами, сын кидает своего отца в армию Джеков-4, а сам покидает Хонмару, оставляя на растерзание роботам. Джеки схватили Хэйхати и взорвались. Он казалось был убит во время взрыва, но в действительности отлетел от ударной волны взрыва на большое расстояние, после взрыва Джеков. В его прологе в Tekken 6 говорится, что он был без сознания в течение всего пятого турнира «Короля Железного Кулака». После его восстановления, он обнаружил, что Дзин взял под свой контроль Мисима Дзайбацу во время его отсутствия, и поэтому он принял участие в шестом турнире «Короля Железного Кулака», чтобы вернуть себе Дзайбацу. Он выступает как враг в режиме истории «Scenario Campaign» (рус. Кампания), в консольной версии Tekken 6, где главный герой которого является Ларс Александерссон, незаконнорожденный сын Хэйхати. Хэйхати видимо забыл про Ларса, так как он был весьма удивлен, когда Ларс напомнил о своём прошлом. Сначала Хэйхати попытался заключить союз с Ларсом, но он отказался и попытался убить его выстрелом в голову из пистолета, хотя он легко уворачивается. Ларс уходит, говоря Хэйхати, что он будет «последним человеком», которого он увидит в своей жизни.
Хэйхати также появляется в сюжетном режиме Tekken 7 в качестве основного персонажа. Пока его внук, Дзин Кадзама, числится пропавшим без вести, старший Мисима решает вернуть себе Дзайбацу. Хэйхати с боем прорывается внутрь здания, одолевая бойцов Tekken Force, а на крыше сталкивается с «регентом» компании — Ниной Уильямс, которую также одолевает, после чего возвращает себе власть и берет Нину в помощники. Его цель — окончить войну с Корпорацией G, поэтому он совершает сразу несколько действий — во-первых, объявляет новый турнир Железного Кулака, а во-вторых — связывается с итальянской организацией экзорцистов «Стрелки Сириуса», надеясь с их помощью раскрыть миру дьявольскую личность Кадзуи и подорвать их доверие к Корпорации. Лидер экзорцистов, Клаудио Серафино, поначалу отказывается сотрудничать с Хэйхати, однако тот одолевает его в бою и объясняет, что у них общая цель. Серафино сообщает о некоем чудовище, замеченном на Дальнем Востоке, полагая под ним Дзина, однако оно пропадает из виду. В скором времени обнаруживается и сам Дзин — он был найден в пустыне солдатами ООН, однако спасен усилиями Ларса Александерссона. Посланная захватить Дзина Нина терпит неудачу в бою с Алисой Босконович, Ларсом и Ли Чаоланом, после чего выходит из игры в пользу наблюдения. Хэйхати после этого также отказывается от услуг Клаудио.
Меж тем к медитирующему Хэйхати прорывается то самое «чудовище с Дальнего Востока» — Акума, прибывший убить его и Кадзую по старой просьбе жены Хэйхати — Кадзуми Мисимы. Промеж идущего с переменным успехом боя в додзе Мисима врывается группа Джеков-6. Хэйхати подозревает в Акуме агента Корпорации G, однако тот отрицает это, после чего оба мастера дают отпор роботам. После боя Хэйхати выясняет у Акумы причину его нападения, а поскольку одна из систем передачи Джеков уцелела, о просьбе матери узнает и Кадзуя. Акума в бою одолевает Хэйхати, однако по неясным причинам оставляет его в живых — не то Мисима притворился мертвым, не то Акума не был удовлетворен прошедшим боем. Так или иначе, Хэйхати, ожидая нападения Акумы на Кадзую, решает убить двух зайцев разом — обнаружить миру дьявольскую форму Кадзуи (ибо ожидалось, что Кадзуя не сможет противостоять столь сильному противнику без трансформации), и уничтожить обоих врагов разом. Для этого он пускает утку о своей смерти и отменяет турнир, после чего ожидает. Акума и Кадзуя сходятся в битве на вершине башни Корпорации G, и агенты Хэйхати транслируют бой и, соответственно, Дьявола по всему миру, а затем с помощью орбитального оружия доктора Абеля Дзайбацу атакует здание Корпорации и уничтожает его.
Кадзуя, тем не менее, выживает и, обнаружив оружие Мисима, сбивает спутник, тем самым уничтожая целый город и поворачивая мнение общественности против Хэйхати. Последний в свете этого решает пойти на крайние меры — он рассказывает журналистам о своей прошлом, объясняя причины своих действий, а затем вызывает Кадзую на бой в жерле вулкана (возможно, того самого, в который Кадзуя был сброшен в конце второй части). После долгого и напряженного боя, в котором Кадзуя использует свой дьявольский ген на максимум, Хэйхати пал. Кадзуя сбрасывает его тело в лаву, повторяя при этом слова отца: «В бою главное то, кто остается на ногах. Больше ничто.»
В не связанных с историей серии играх, в Tekken Tag Tournament 2, Tekken 3D: Prime Edition, PlayStation All-Stars Battle Royale и Project X Zone, Хэйхати по видимому, регрессировал к своему внешнему виду из Tekken 2. Кацухиро Харада прокомментировал нового актёра озвучивания для Хэйхати, так как бывший сэйю Дайсукэ Гори, скончался в 2010 году. Хэйхати теперь впервые, показывается с полной шевелюрой. В его профиле персонажа на сайте Tekken Tag Tournament 2, объясняется, что он выпил сыворотку омоложения.

### Прочие появления
Хэйхати ненадолго появляется в ответвленнии Tekken Death by Degrees, как дополнительный босс. Он также появляется как играбельный персонаж в файтинге Soulcalibur II для PlayStation 2.
Герой появляется как открываемый персонаж и противник в игре Anna Kournikova’s Smash Court Tennis для PlayStation (наряду с другими героями Namco) и Smash Court Tennis Pro Tournament 2. Он также появляется в качестве гостя в ролевой игре Tales of the Abyss и головоломке Pac-Man Fever.
В игре-кроссовере Namco × Capcom Хэйхати появляется как один из персонажей, представляющий вселенную Namco. Он также появляется в файтинге Street Fighter X Tekken со своим домашним животным Кумой. Игровым персонажем он выступает в PlayStation All-Stars Battle Royale и Project X Zone.

## В других медиа
Персонаж появился в аниме Tekken: The Motion Picture, где его озвучивал ныне покойный сэйю Дайсукэ Гори, и в фильме Tekken, исполненный Кэри-Хироюки Тагавой. В аниме он является главным злодеем, а в фильме он изначально противник, но позже он становится союзником героев, и готов отдать свою жизнь, чтобы спасти Дзина. Он также появляется в анимационном фильме Tekken: Blood Vengeance, в котором действие происходит между событиями Tekken 5 и Tekken 6. Во время фильма, Хэйхати вновь сталкивает с Дзином, но терпит поражение.
Хэйхати появляется в эпизодической роли в манге Крутой учитель Онидзука, в облике из первой части серии. В нём он участвует в конкурсе армрестлинга с главным героем Онидзукой, который победил героя. Мисима также появился в следующем выпуске манги как надзорщик.
В 2006 году Namco выпустила фигурку с Хэйхати, в честь выхода игры Tekken 5. Фигурка основана на его позе из его рендера в Tekken 5. Также выпускалась фигурка из ПВХ с несколькими видами одежды. Тема игры с Хэйхати доступна для японских пользователей сервиса PlayStation Home.

## Восприятие
Персонаж был положительно оценён критиками. В 1996 году японский журнал Gamest назвал Хэйхати Мисиму лучшим персонажем предыдущего года, заняв 15-е место, а в декабре 1997 года он занял 40-е место в списке лучших персонажей из видеоигр. Gaming Target также назвал героя самым лучшим из Tekken, ссылаясь на силу, несмотря на престарелый возраст. IGN назвали его дедушкой, которого не встретить в доме престарелых, ссылаясь на его жестокость. Критик из GamePro положительно оценил появление Хэйхати в порте игры Soulcalibur II. GameDaily назвал прическу героя самой странной в играх, заявив, что «Хэйхати Мисима является жестокой старой птицей, и у него есть крылья, чтобы это показать». GameSpot назвал его одним из десяти самых лучших злодеев в видеоиграх, заняв третье место, описывая его как одного из самых интересных врагов в файтингах. Журнал Edge описал его как «легендарного злодея в файтингах».
Сайты Kotaku и Game Informer назвали Хэйхати как худшего родителя в истории видеоигр, имея в виду его отношения с Кадзуей и Дзином. Похожее мнение выразил сайт Computer and Video Games. Изменённая внешность в Tekken Tag Tournament 2 привела к неоднозначной реакции критиков, некоторых из которых удивил вернувшийся цвет волос. В статье критик из GamesRadar Майкл Гримм заявив, что в игре Street Fighter X Tekken он хочет видеть борьбу между Хэйхати и Вегой, так как они похожи по характеру, а сайт Now Gamer хочет увидеть похожую борьбу с Геном. FHM включил Хэйхати и Вегу в список «10 шикарный фэнтезийных бойцов в Street Fighter X Tekken». Критик из Game Informer в 2012 году назвал героя как самого смешного из серии игр.
Руководитель серии Tekken Кацухиро Харада заявил, что Хэйхати — его любимый персонаж во всей серии, из-за чего он выбирает в своих играх именно его. Кроме того, он описал Хэйхати как «очень человеческого персонажа», объясняя тем, что в то время как внимание было размещено на его внешности, в серии он — «идеальное изображение зла, которое скрывается в сердцах мужчины», а само зло «гораздо более отвратительное, чем любые монстры или демоны».